# Démonstration à impact contrôlé
La démonstration à impact contrôlé (ou familièrement « Le Crash dans le désert ») est un projet conjoint entre la NASA et la Federal Aviation Administration (FAA) visant à l'acquisition de données, ainsi qu'à la démonstration et à l'essai de nouvelles technologies, dans l'intention d'améliorer la survie en cas de collision. Pour cela, un crash-test de Boeing 720 a été réalisé.
Les tests ont porté sur les efforts des Ames Research Center, Langley Research Center et Dryden Flight Research Center de la NASA, la FAA, et General Electric, et ont exigé plus de 4 années de travail avant que le test puisse avoir lieu. L'avion a été contrôlé à distance pour les essais, et de nombreuses séries de tests ont été entreprises avant de procéder à l'impact réel. Le vol d'essai a eu lieu le 1er décembre 1984, procédant ainsi conformément à ce qui était prévu. Il en résulta une spectaculaire boule de feu qui a mis plus d'une heure pour être éteinte.
Les tests ont abouti à la conclusion que le kérosène anti-brouillard ayant servi aux essais n'était pas suffisamment adapté, et que plusieurs modifications étaient nécessaires sur les équipements situés dans le compartiment passager de l'avion. La FAA a conclu que presque un quart des passagers auraient pu survivre, tandis que la NASA a conclu que l'utilisation d'un affichage tête haute avec système d'atterrissage hyperfréquences aurait favorisé le pilotage de l'engin.

## Historique

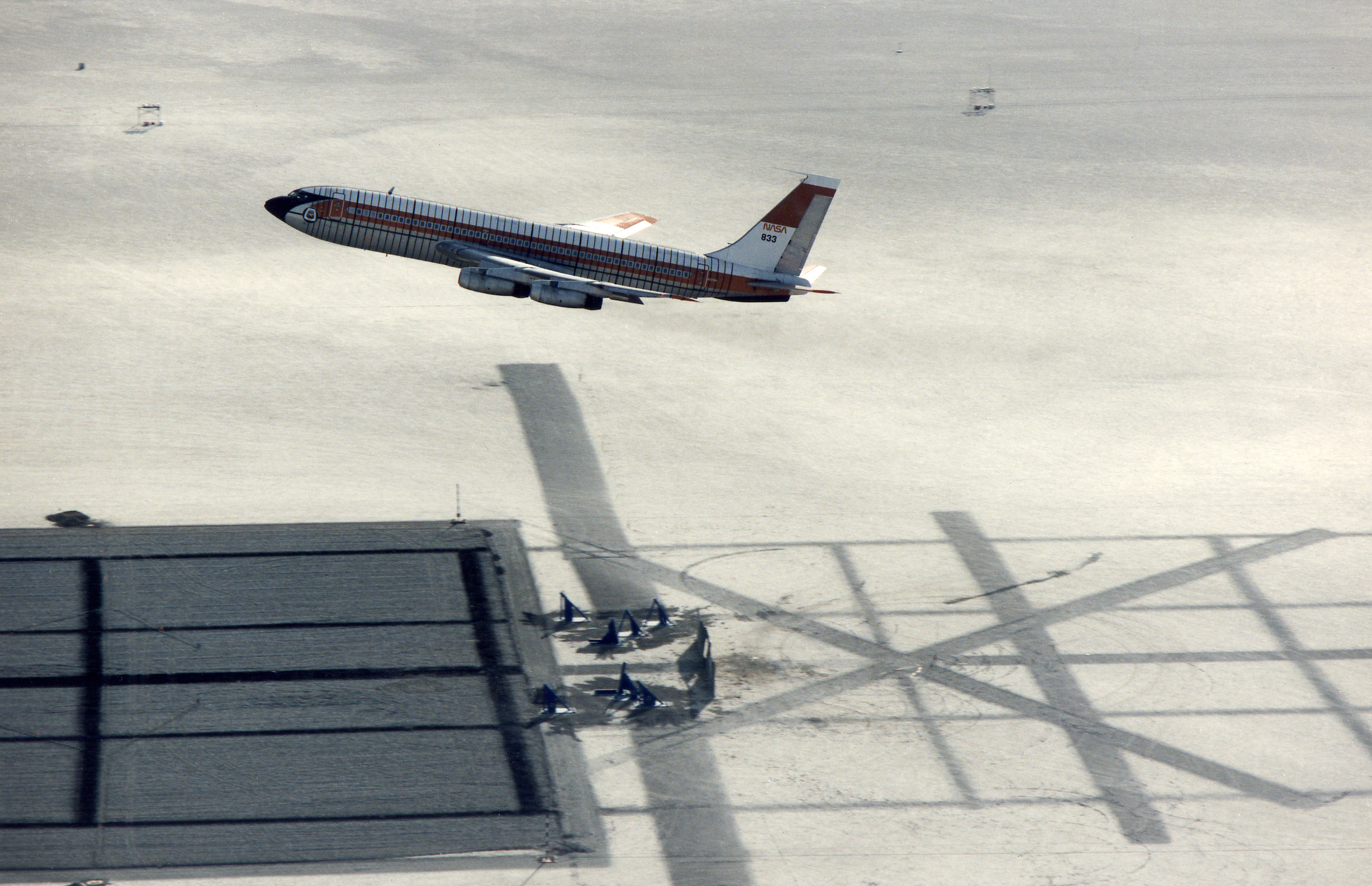
Démarche d'approche

La NASA et la FAA ont conduit un programme conjoint pour l'acquisition, la démonstration et la validation de la technologie pour l'amélioration de la survie en cas de crash des passagers des avions de transport, à l'aide d'un grand avion à quatre moteurs piloté à distance. Le programme CID (de l'anglais « controlled impact demonstration ») a été mené au Ames Research Center de la NASA à Edwards, en Californie, et s'est achevé fin 1984. Les objectifs du programme CID ont été de démontrer une réduction de l'ampleur de l'incendie causé par le crash, par le biais de l'utilisation d'un carburant anti-brouillard, d'acquérir des données structurelles sur les accidents de transports, et de démontrer l'efficacité des sièges de retenue améliorés et des systèmes de cabine structurelle.